# Сохён (певица)
Со Джухён (кор. 서주현, 徐朱玄; род. 28 июня 1991, Сеул), более известная как Сохён, — южнокорейская певица и актриса. Участница гёрл-группы Girls’ Generation, и её саб-юнита Girls’ Generation — TTS.
Помимо деятельности в группе, Сохён также занимается актёрской карьерой. Она играла главные роли в мюзиклах «Солнце в объятиях Луны», «Унесённые ветром» и «Mamma Mia!» и «Алые сердца: Корё».
В январе 2017 года дебютировала как сольная артистка с мини-альбомом Don't Say No.

## Жизнь и карьера

### 1991˗2011: Ранняя жизнь и начинания в карьере

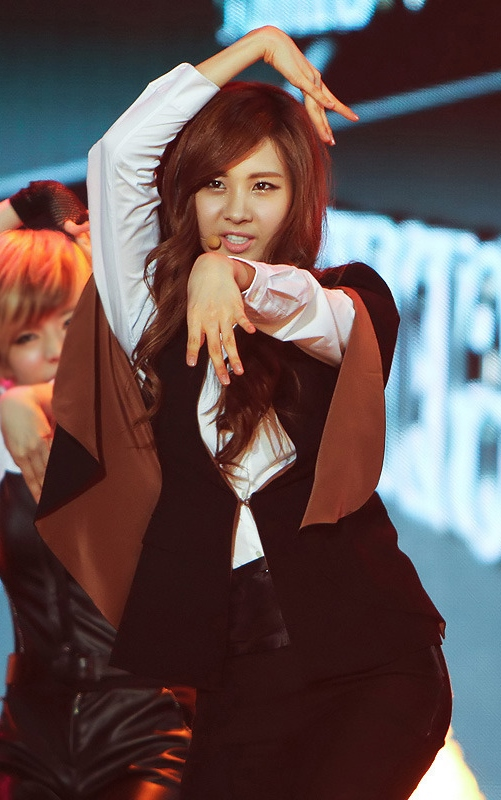
Сохён на Love Sharing Concert в Нонгшиме, ноябрь 2011 года

Со Джухён родилась 28 июня 1991 года в Сеуле, Южная Корея и была единственным ребёнком в семье. Её мать работала заместителем в школе по обучению игре на фортепиано, поэтому с ранних лет Сохён освоила игру на музыкальных инструментах. Занималась ездой на лошадях и фигурным катанием. Родители не поддерживали её желание стать знаменитостью, однако девушка считает их одними из тех, кто помог ей правильно определиться с карьерой.
В пятом классе была обнаружена агентом по поиску талантов. Для своего прослушивания в S.M. Entertainment Сохён исполнила детскую песню, и её приняли на стажировку. По словам Даны, бывшей преподавательницы по вокалу, она была очень настойчивой ученицей — отвечала вежливо после указа на исправление проблемы, но ничего не меняла. Дана объяснила: «Такой вид упорства и делает уникальный шарм Сохён из Girls’ Generation сегодня». БоА, S.E.S. и Fin.K.L стали её главными музыкальными вдохновениями. В августе 2007 года Сохён дебютировала в составе Girls' Generation, став самой младшей участницей. Популярность к группе резко возросла после выпуска сингла «Gee» в 2009 году. В интервью 2011 года Сохён назвала времена стажировки «счастливыми и греющими сердце» воспоминаниями.
Ранние музыкальные работы Сохён были для сериалов и различных проектов. Даже несмотря на то, что они не получили много признания, песня «JjaLaJaJJa», записанная с Чу Хёнми, получила номинацию на Mnet Asian Music Awards в категории «Трот музыка Года». С 2010 по 2011 год она участвовала во втором сезоне шоу «Мы поженились» с Ёнхвой из CNBLUE. В том же году озвучила Эдит в мультфильме «Гадкий я».

### 2012˗2016: TTS и участие в мюзиклах

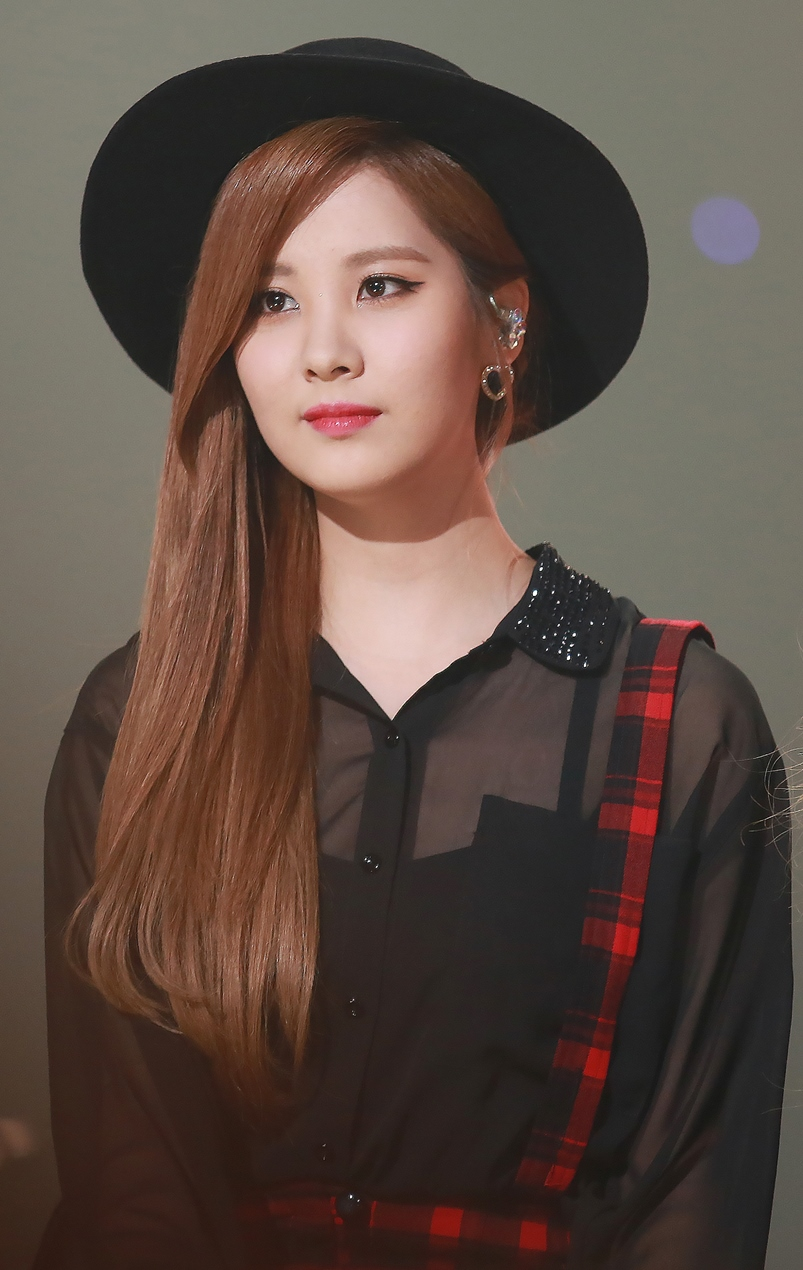
Сохён на записи шоу «Записки Ю Хёиля», сентябрь 2014 года

В апреле 2012 года Сохён стала частью первого официального саб-юнита Girls’ Generation — Girls’ Generation — TTS вместе с Тэён и Тиффани. Их дебютный мини-альбом Twinkle имел огромный успех и стал восьмым самым продаваемым альбомом Кореи того же года. Позже они выпустили ещё два альбома: Holler (2014) и Dear Santa (2015). В 2013 году Сохён начала актёрскую карьеру с эпизодической роли в дораме «Страстная любовь».
Со временем у девушки появился интерес к игре в театре. Она назвала Ок Чо Гён своим главным влиянием. К тому же Сохён на протяжении долгого времени хотела работать в театре, но чувствовала себя неготовой. В январе 2014 года она получила свою первую роль в мюзикле «Солнце в объятиях Луны».
В январе 2015 года Сохён сыграла Скарлетт О’Хару в мюзикле «Унесённые ветром». С февраля по июнь 2016 года она участвовала в корейской версии мюзикла «Mamma Mia!». В том же году она исполнила второстепенную роль в китайском фильме «Так я женился на анти-фанатке» и дораме «Алые сердца: Корё»; роль принесла ей награду за особые успехи в актёрстве на SBS Drama Awards.

### 2017-настоящее время:Don’t Say Noи уход из S.M. Entertainment

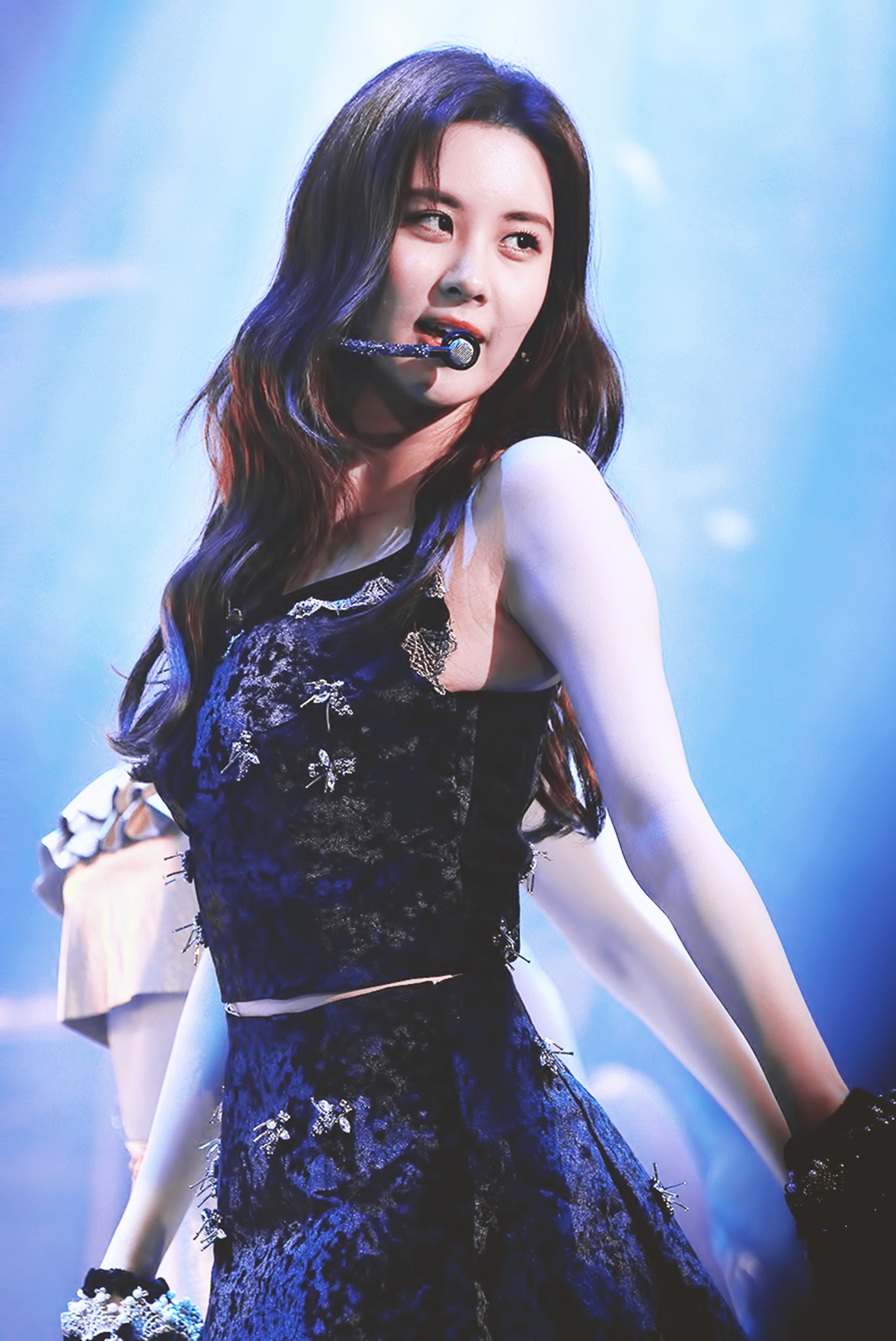
Сохён на Lou Gehrig Hope Concert, март 2017 года

В январе 2017 года Сохён стала третьей участницей Girls’ Generation, дебютировавшей в качестве сольной певицы. 17 января состоялся выход её дебютного альбома Don’t Say No. В марте она получила роль в дораме «Плохой вор, хороший вор», показ которой стартовал в мае.
9 октября стало известно, что Сохён, Тиффани и Суён решили не продлевать свои контракты с S.M. Entertainment. Позже появилась информация, что девушка собирается открыть своё собственное агентство, чтобы в будущем продолжить продвигаться в составе Girls' Generation. 3 ноября она впервые прокомментировала свой уход из компании:
[...] Недавно я завершила своё сотрудничество с SM, агентством, которое на протяжении последних десяти лет стало моей семьёй и родным домом. Я приняла такое тяжелое решение после долгих переживаний. Я искренне благодарю Ли Су Мана, который сделал так, чтобы я начала свою жизнь как Сохён из Girls’ Generation, будучи обычной 12-летней девочкой… Я думала о всех днях после того, как встретила одногруппниц, которые так дороги мне, и о том, как встретила вас, фанатов, с которыми провела десять лет то смеясь, то плача… […] Решение, к которому я пришла после многих размышлений – это остаться одной. Думаю, что мне нужен новый старт в жизни, и я должна сделать выбор, чтобы начать его. Сейчас я планирую свой новый старт как певица, актриса и личность Со Джухён. Но если в будущем будет моя необходимость как участницы Girls’ Generation, я сделаю всё возможное вместе с другими участницами, и неважно, когда это произойдёт. Я всегда буду поддерживать Girls’ Generation и быть рядом с ними […] Я сделаю всё, чтобы быть рядом с вами как артист, актриса и личность Со Джухён, на которую вы можете положиться и будете гордиться.
25 июля 2018 года состоялась премьера дорамы «Время», где Сохён исполнила главную женскую роль.
В марте 2019 года, Сохен подписала контракт с новым агентством Namoo Actors.

## Личная жизнь
Сохён окончила высшую Школу Искусств Чонджу в феврале 2010 года. До 2011 года она называла своим примером для подражания Пан Ги Муна, бывшего генерального секретаря ООН. Его книга помогла ей пройти в её жизни самые трудные времена. Сохён также стала послом павильона ООН и была представлена Ги Муном.
В августе 2014 года окончила университет Конкук. Её одногруппница Юна посещала тот же университет.

## Дискография

### Мини-альбомы
- Don't Say No (2017)

## Награды и номинации
| Год  | Премия                           | Номинация                                                 | Что номинировано               | Результат |
| ---- | -------------------------------- | --------------------------------------------------------- | ------------------------------ | --------- |
| 2009 | 2009 Mnet Asian Music Awards     | Трот музыка Года                                          | «JjaRaJaJja»(с Чу Хёнми)       | Номинация |
| 2010 | South Korea Ministry of Culture  | Награда за особые успехи                                  | N/A                            | Победа    |
| 2010 | MBC Entertainment Awards         | Самая популярная пара                                     | «Мы поженились» (с Чон Ёнхвой) | Победа    |
| 2011 | Mnet 20’s Choice Awards          | Горячая богиня кампуса                                    | N/A                            | Номинация |
| 2011 | Mnet Media Awards                | Самая милая и умопомрачительная леди                      | N/A                            | Номинация |
| 2013 | Seoul International Drama Awards | Лучшая песня для драмы                                    | «I’ll Wait for You»            | Номинация |
| 2016 | SBS Drama Awards                 | Награда за особые успехи (актриса в фантастической драме) | «Алые сердца: Корё»            | Победа    |
| 2022 | Baeksang Arts Awards             | Лучшая актриса-новичок                                    | Любовь и поводки               | Номинация |

### Музыкальные программы
M! Countdown
| Год  | Дата      | Песня          |
| ---- | --------- | -------------- |
| 2017 | 26 января | «Don’t Say No» |